# Irena Smolarska
Irena Teresa Smolarska z domu Wyroba (ur. 20 lutego 1928 w Krakowie, zm. 17 października 1972 w Kanadzie) – doc. dr hab. Akademii Górniczo-Hutniczej w Krakowie.

## Życiorys
Studia odbyła na Wydziale Geologiczno-Poszukiwawczym AGH i w 1956 roku uzyskała stopień mgr. inż. geologa. Od stycznia 1957 była asystentem w Katedrze Mineralogii AGH. W 1960 na podstawie rozprawy pt. „Charakterystyka złoża rud cynku i ołowiu w obszarze chrzanowskim” uzyskała stopień doktora nauk technicznych, awansowała na stanowisko adiunkta. W czerwcu 1972 roku zakończyła przewód habilitacyjny, przedstawiając rozprawę pt. Studia nad okruszcowaniem triasu w Polsce”. I. Smolarska była członkiem Polskiego Towarzystwa Mineralogicznego, Polskiego Towarzystwa Geologicznego, Society of Economics Geologists, Society for Geology Applied to Mineral Deposits oraz International Association for the Genesis of Ore Deposits.
Wygłosiła 17 referatów na konferencjach międzynarodowych. Działalność naukowo-badawcza koncentrowała się na śląsko-krakowskich złożach cynku i ołowiu, oraz budowy geologicznej Śląsko-Krakowskiego Zagłębia Kruszcowego. Głównymi dokonaniami Ireny Smolarskiej są teorie o diagenetycznym pochodzeniu dolomitów kruszconośnych i o krasowym pochodzeniu rud brekcjowych z Zagłębia. Rozprawa habilitacyjna Ireny Smolarskiej miała wielkie znaczenia dla wyjaśnienia spornego w skali światowej zagadnienia genezy tzw. stratyfikowanych złóż rud cynku i ołowiu, tym samym I. Smolarska jest w gronie najwybitniejszych współtwórców naukowych podstaw dalszych poszukiwań jednych z największych rud cynku i ołowiu na świecie. Za życia opublikowała 32 prace naukowe, już po jej przedwczesnej śmierci ukazało się jeszcze 10. Ostatnim akordem jej prac było reprezentowanie polskiej nauki na 24 Kongresie Geologicznym w Montrealu, gdzie była również przewodniczącą jednej z sekcji i wygłosiła głośny referat „Comparative study of the Mineralization of triasic Rocs in Poland”.
Zginęła tragicznie w Kanadzie w 1972 roku. Miała męża Andrzeja i syna Krzysztofa. Pochowana na cmentarzu Rakowickim w Krakowie (kwatera CA, rząd zach.).

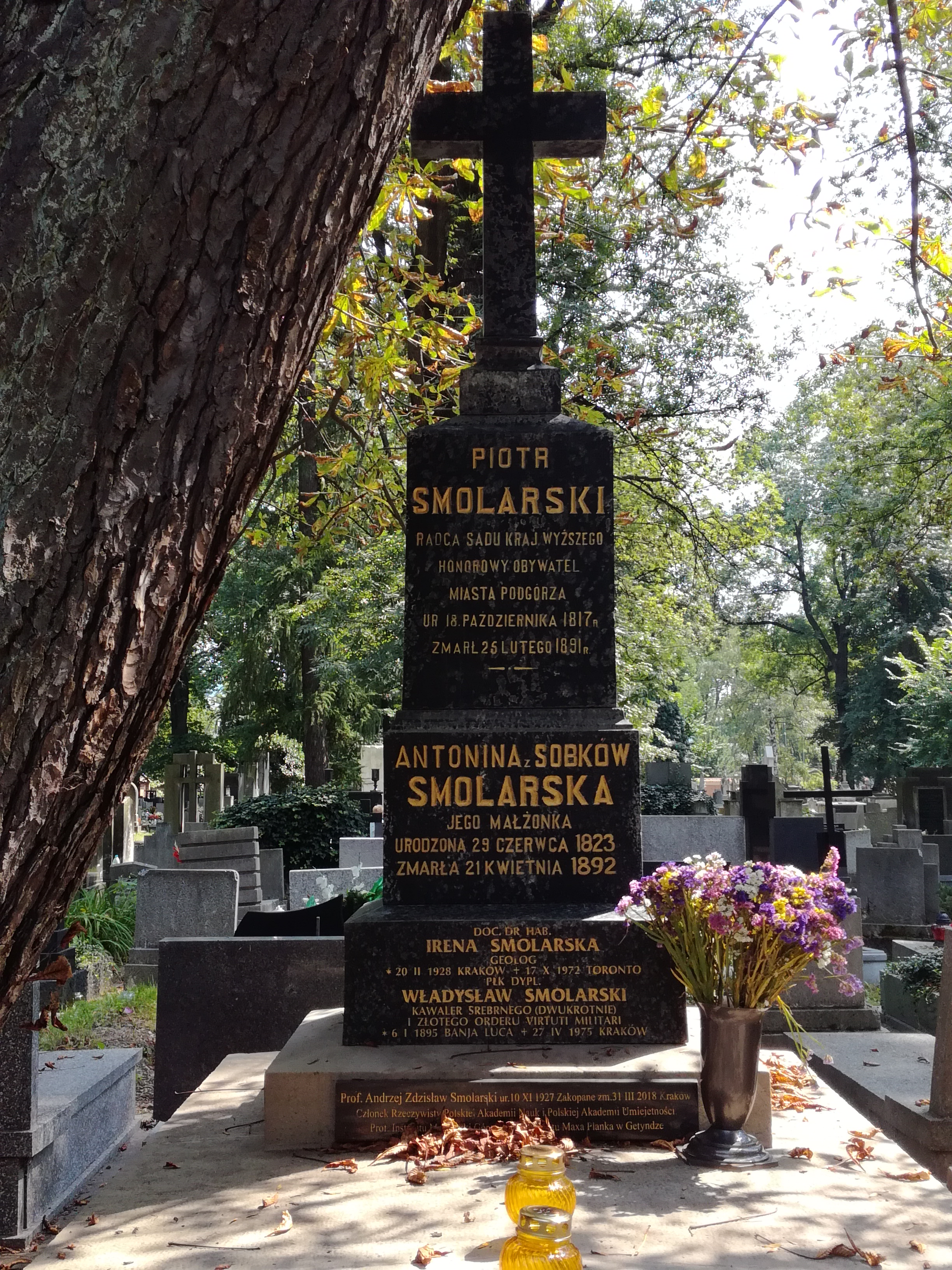
Grób Smolarskich na cmentarzu Rakowickim w Krakowie